# 1726 w polityce

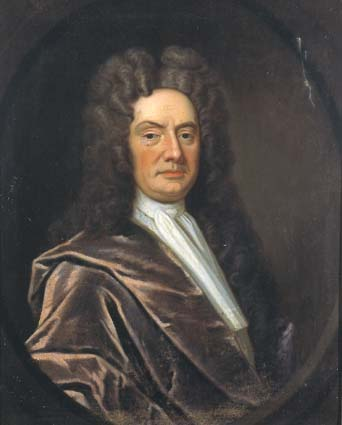
Andreas Gottlieb von Bernstorff

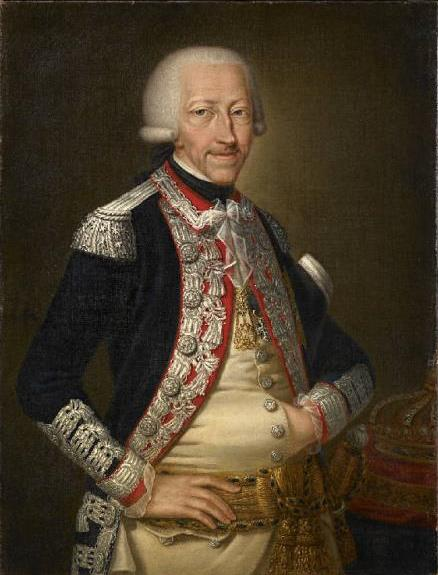
Maria Giovanna Clementi, Portret Wiktora Amadeusza III

Wydarzenia polityczne w 1726 roku.

## Urodzili się
- 26 czerwca Wiktor Amadeusz III, król Sardynii[1].
- 19 października Ludwika Oldenburg, księżna Saksonii-Hildburghausen[2].
- 1 grudnia Oliver Wolcott, jeden z ojców-założycieli Stanów Zjednoczonych[3].

## Zmarli
- 26 lutego Maksymilian II Emanuel Wittelsbach, elektor Bawarii[4].
- 6 lipca Andreas Gottlieb, baron von Bernstorff, pierwszy minister księcia Hanoweru, późniejszego króla Wielkiej Brytanii i Irlandii Jerzego I[5].
- Ernst August von Platen-Hallermund, hanowerski dyplomata[6].